# Manhattanhenge

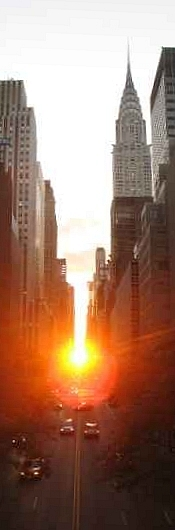
Sonnenuntergang entlang der 42. Straße

Als Manhattanhenge wird ein viermal im Jahr auftretendes Phänomen bezeichnet, bei dem das Licht der aufgehenden oder untergehenden Sonne in gerader Linie durch die Schluchten der nach dem Commissioners’ Plan von 1811 nicht perfekt nach Ost-West ausgerichteten Straßen von Manhattan in New York City fällt.
Die Bezeichnung wurde vom US-amerikanischen Astrophysiker Neil deGrasse Tyson geprägt, der im Jahr 2002 einen Artikel darüber in der Fachzeitschrift Natural History veröffentlichte und leitet sich von Stonehenge ab, das unter anderem zur Ermittlung des Tages der Sonnenwende genutzt worden sein soll. Für die Konstellation verwendete die New York Times auch den Begriff Manhattan Solstice (deutsch: Manhattan Sonnenwende), der jedoch irreführend ist, da es sich hierbei nicht um eine Sonnenwende handelt.
Das Phänomen tritt im Winter etwa um den 5. Dezember und 8. Januar auf, sowie im Sommer etwa um den 28. Mai und 13. Juli, also etwa 3 Wochen vor bzw. nach der jeweiligen Sonnenwende. Seit die New York Times es Anfang der 2000er Jahre einer weiteren Öffentlichkeit bekannt machte, entwickelte sich das „Sommer-Manhattanhenge“ zu einer größeren Touristenattraktion. Es ist besonders gut auf den breiten 14., 23., 34., 42., und 57. Straßen zu beobachten. Auf der ebenso ausgerichteten 125. Straße stören eine Bahnbrücke und ein Hügel den Blick.
Einen ähnlichen Blick auf die Sonne gibt es an anderen Tagen in Baltimore, Cambridge, Chicago, Montreal und Toronto. In der englischen Planstadt Milton Keynes, die seit Anfang der 1960er entstand, bemerkten die Stadtplaner, dass die Hauptstraße des Stadtzentrums fast perfekt die aufgehende Sonne am Mittsommertag und die untergehende Sonne am Mittwintertag umrahmte; sie baten darauf das Royal Greenwich Observatory um Hilfe und verschoben dann das Straßenraster um einige Grad, um eine perfekte Ausrichtung zu erzielen.